# Château de Demigny

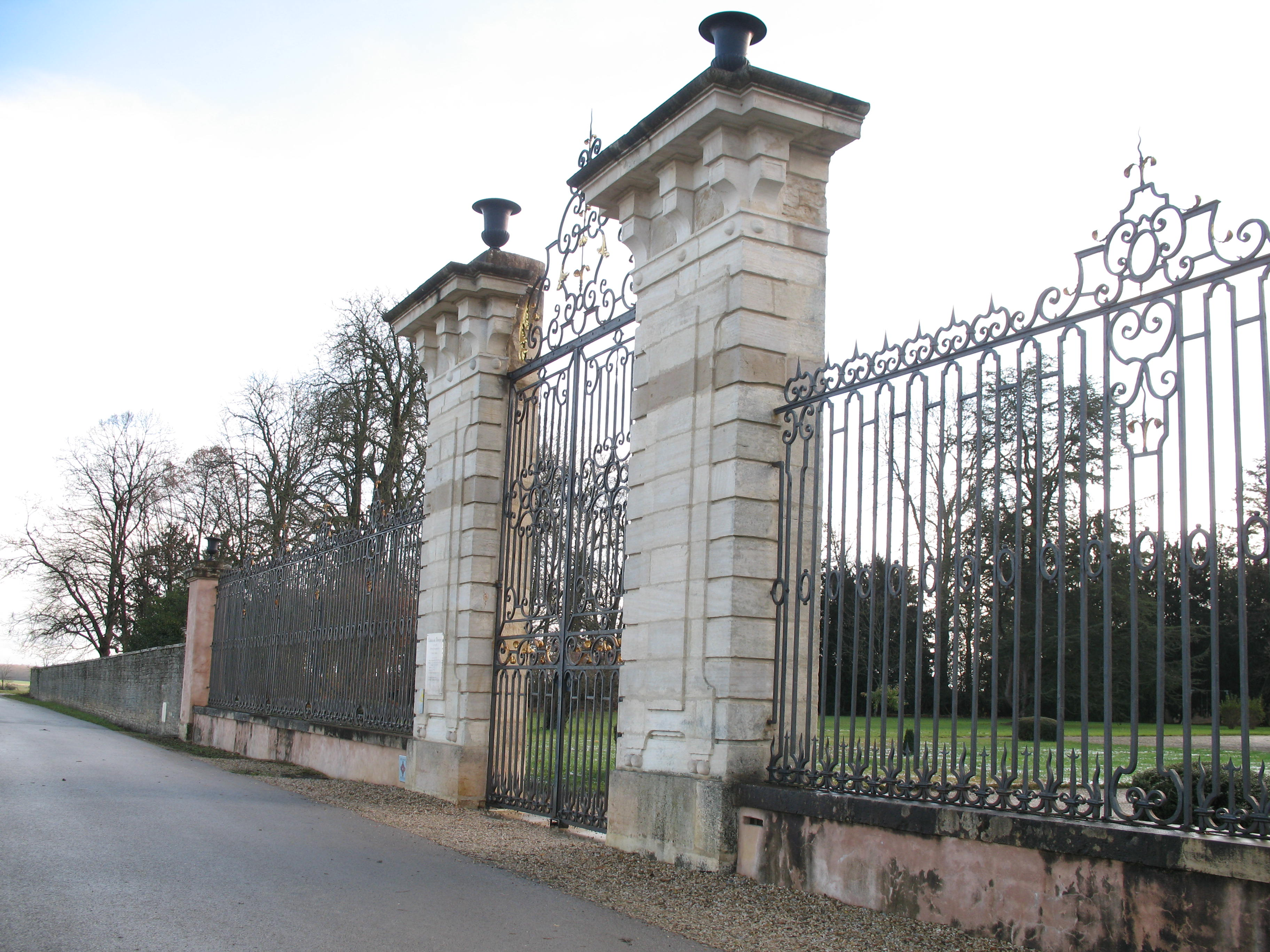
La grille monumentale.

Le château de Demigny est situé dans la commune de Demigny en Bourgogne (Saône-et-Loire), sur une terrasse dominant le village.

## Description
L'ancienne forteresse se présente sous la forme d'un quadrilatère cantonné de tours auquel les habitants devaient guet et garde ; elle subit d'importants remaniements à la fin du XVIIIe siècle. Sur son emplacement sont construites des dépendances qui abritent en particulier un pressoir à roue de 1777.
Le château actuel se compose d'un corps de logis principal de plan rectangulaire allongé, flanqué de deux pavillons rectangulaires hors œuvre en avancée sur la façade est, et en retrait sur la façade ouest. Un avant-corps se détache en légère avancée au centre de chacune des façades. Seul celui de l'est est cantonné d'un fronton. À l'intérieur, un escalier tournant à deux volées droites est ceinturé d'une rampe en fer forgé ornée des lettres F.O.U.D.R.A.S. et du monogramme de Marie-Antoinette de Schlegenberg.
La grille d'entrée et ses deux piliers, la façade nord et l'escalier intérieur à rampe en fer forgé sont inscrits au titre des monuments historiques le 9 décembre 1983. Toutes les façades, les toitures du château et des dépendances abritant le pressoir (et le pressoir lui-même) ainsi que le parc sont ensuite classés au titre des monuments historiques le 5 juin 2002
Le château est une propriété privée. Il est ouvert au public qui peut y découvrir un musée consacré à la chasse, à la vénerie et à l'œuvre du Marquis de Foudras.

## Historique

Armes de la maison de Foudras.

- 1254 : le hameau de Vacheret, à proximité duquel est construit le château, est donné en fief à Guy de Vacheret par le duc Hugues IV de Bourgogne.
- 1431 : Jean de Vacheret en fait don à Guillaume de Vienne.
- XVe et XVIe siècles : la seigneurie est partagée entre les familles de Malain et de Vienne, la part de cette dernière passant à la famille d'Ugny puis à celle de Foissy.
- 1603 : les Foissy réunissent les deux parties de la seigneurie en rachetant celle que possède Esme de Malain, baron de Lux.
- Début du XVIIe siècle : Jeanne de Foissy apporte le domaine en dot à Philippe d'Andelot.

- 1669 : la famille de Foissy et remplacée par la maison de Foudras, Louis de Foudras obtenant le domaine par mariage avec Anne d'Andelot, petite-fille des précédents.
- 1752 : un dénombrement comportant une description du château primitif est réalisé par Louis de Foudras, descendant du précédent.
- Révolution française : Alexandre-Henri de Foudras, fils du précédent, parvient à conserver le domaine, en dépit de son émigration. Le château médiéval est rasé.
- 1805 : Alexandre et son épouse Marie-Antoinette de Schlegenberg,  font  bâtir une nouvelle demeure dans le style Directoire à une soixantaine de mètres de la forteresse.  cf. la plaque scellée dans le mur.
- 1839 : après avoir achevé les aménagements intérieurs, planté une allée de peupliers et dessiné des jardins anglais, Théodore de Foudras, fils du précédent, célèbre pour ses œuvres cynégétiques, vend le tout à M. Brémond.
- 1853 : le domaine est la propriété de l'orientaliste Émile Guimet.
- Époque moderne : il est la propriété de la comtesse de Malibran-Santibanez[3].

## Culture
Un concert a été donné à l'été 2009 au château de Demigny, par un quatuor vocal dont Florence Forgeot, soprano, et Christophe Querry, ténor, accompagnés au piano par Léa Ravaud. Aucun enregistrement n'est connu à ce jour. 